# Primer districte (Ho Chi Minh)

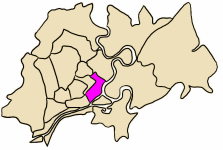
Ubicació del Primer districte de Ho Chi Minh

El Primer districte és un dels vint districtes de ciutat Ho Chi Minh, Vietnam. És el districte menys poblat, però cal dir que també és un dels més petits. Gran part del districte té una funció econòmica i administrativa. El 1r districte és molt petit, amb una àrea de només 7,72 km². La població és de 227.569 habitants, la densitat és 29.516 hab / km².
Hi ha l'Hotel de Ville de Saigon, el Saigon Opera House, el jardí botànic de Saigon, l'Hôtel de Continental, l'Hôtel de Caravelle, l'Avenue de Đồng Khởi, la Rue de Nguyễn Huệ i Notre Dame Saign.

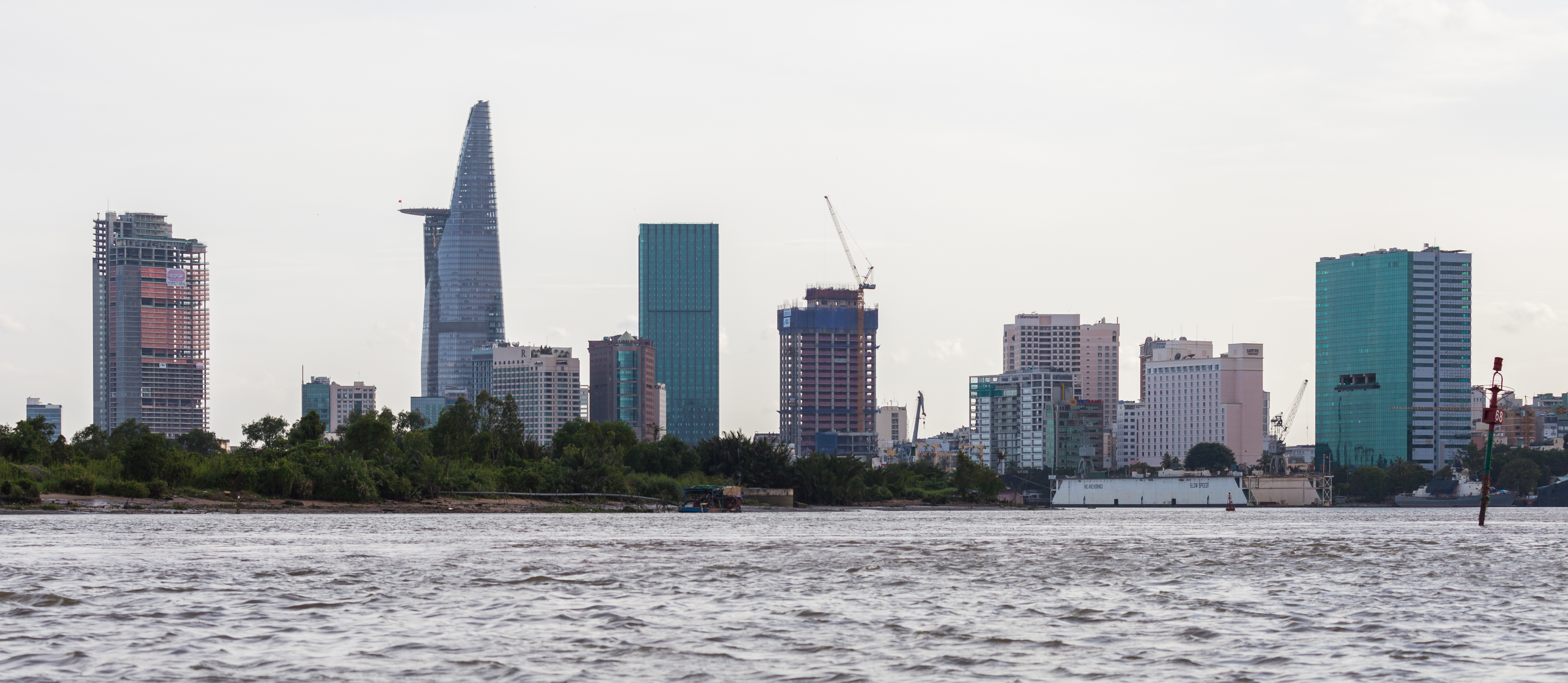
Vista del primer districte.